# Лукьянова, Мария Фёдоровна (Герой Социалистического Труда)
Мари́я Фёдоровна Лукья́нова (1893 — 1969) — работница советского сельского хозяйства, животновод, Герой Социалистического Труда (1949).

## Биография
Родилась 14 марта 1893 года в селе Маливо Коломенского уезда Московской губернии в семье крестьянина, русская.
Училась в Маливской сельской школе. Жила в селе Зарудня Коломенского района, одной из первых вступила в колхоз имени Ворошилова. Работала на животноводческой ферме. В 1939 году вошла в число лучших доярок Коломенского района Московской области и стала участницей Всесоюзной сельскохозяйственной выставки в Москве. В 1948 году получила от восьми коров в среднем по 5017 килограммов молока.
Кроме производственной, занималась общественной деятельностью, избиралась депутатом Коломенского районного Совета. Была делегатом XIX съезда ВКП(б).
По достижении пенсионного возраста вышла на заслуженный отдых. Жила в селе Зарудня Коломенского района, где умерла 22 октября 1969 года на 77-м году жизни. Похоронена на местном сельском кладбище.

## Награды
- Указом Президиума Верховного Совета СССР от 7 апреля 1949 года за получение высокой продуктивности животноводства в 1948 году при выполнении колхозами обязательных поставок сельскохозяйственных продуктов и плана развития животноводства по всем видам скота Лукьяновой Марии Фёдоровне присвоено звание Героя Социалистического Труда с вручением ордена Ленина и золотой медали «Серп и Молот»[3].
- Также награждена медалями.